# Hiệp hội Nghiên cứu Cận tử Quốc tế
Hiệp hội Nghiên cứu Cận tử Quốc tế (tiếng Anh: International Association for Near-Death Studies, viết tắt IANDS) là tổ chức phi lợi nhuận có trụ sở tại Durham, Bắc Carolina nước Mỹ, liên kết với lĩnh vực học thuật chuyên về nghiên cứu cận tử.
Hiệp hội này được thành lập tại Mỹ năm 1981, nhằm nghiên cứu và cung cấp thông tin về hiện tượng trải nghiệm cận tử (TNCT). Ngày nay nó đã phát triển thành một tổ chức quốc tế, bao gồm cả mạng lưới gồm hơn 50 nhóm tham gia địa phương, và khoảng 1.200 thành viên trên toàn thế giới. Những chi hội địa phương và nhóm hỗ trợ đều được thành lập tại các thành phố lớn của Mỹ. IANDS còn hỗ trợ và giúp đỡ cận tử nhân (CTN) và những người gần gũi với họ. Trong một ấn phẩm riêng, tổ chức này đã định hình tầm nhìn của mình nhằm gầy dựng "sự hiểu biết toàn cầu về cận tử và những trải nghiệm giống như cận tử thông qua nghiên cứu, giáo dục và hỗ trợ".

## Lịch sử
Tổ chức này ban đầu có tên gọi Hiệp hội Nghiên cứu Khoa học về Hiện tượng Cận tử. Nhóm này do các nhà nghiên cứu John Audette, Bruce Greyson, Kenneth Ring và Michael Sabom lập nên vào năm 1978. Chủ tịch đầu tiên của hiệp hội này là John Audette mà về sau giữ chức giám đốc điều hành. Năm 1981, tổ chức này đổi tên thành Hiệp hội Nghiên cứu Cận tử Quốc tế (còn gọi là IANDS). Trụ sở chính được thành lập tại Connecticut và có sự kết nối với Đại học Connecticut, Storrs. Những phòng ban này đều nằm dưới sự điều hành của Nancy Evans Bush, sau này là giám đốc điều hành, và chủ tịch.
Các đời chủ tịch trước đây của IANDS còn bao gồm các nhà nghiên cứu Kenneth Ring và Bruce Greyson từng giữ chức Chủ tịch vào đầu thập niên 1980. Nhiệm kỳ chủ tịch của Ring và Greyson (1981–1983) đánh dấu sự khởi đầu của nghiên cứu chuyên nghiệp về chủ đề TNCT, dẫn đến việc sáng lập Tập san Nghiên cứu Cận tử vào năm 1982. Greyson về sau này là giám đốc nghiên cứu tại IANDS. Trong nhiệm kỳ chủ tịch của John Alexander vào năm 1984, tổ chức này đã chủ trì hội nghị nghiên cứu đầu tiên tại Farmington (CT).
Elizabeth Fenske tiếp quản chức vụ chủ tịch từ John Alexander vào năm 1986, và tham gia vào việc di dời trụ sở chính đến Philadelphia vào cuối thập niên 1980. Cuối thập kỷ này cũng đánh dấu một giai đoạn tiếp cận của IANDS. Các chi nhánh địa phương được thành lập tại các thành phố lớn của Hoa Kỳ và hội nghị IANDS quốc gia đầu tiên được tổ chức tại Trường Đại học Rosemont (PA) vào năm 1989. Đến đầu thập niên 1990, Nancy Evans Bush đã đảm nhận chức chủ tịch hiệp hội này. Trong giai đoạn từ năm 1992 đến năm 2008, các phòng ban IANDS nằm dưới sự quản lý từ những nhà cung cấp dịch vụ bên ngoài.
Năm 2008, dưới thời chủ tịch của Diane Corcoran, tổ chức này đã thành lập trụ sở hiện tại ở Durham, Bắc Carolina. Hoạt động sau này bao gồm phát triển trang web IANDS và tiếp tục duy trì các nhóm và thành viên hỗ trợ.

## Xuất bản và lưu trữ
IANDS chịu trách nhiệm xuất bản Tập san Nghiên cứu Cận tử, lúc đầu được gọi là "Anabiosis". Tập san học thuật duy nhất trong lĩnh vực nghiên cứu cận tử. Nó được bình duyệt và xuất bản hàng quý.
Một ấn phẩm khác là bản tin hàng quý Vital Signs, xuất bản lần đầu năm 1981. Tổ chức cũng duy trì cả một kho lưu trữ lịch sử các trường hợp cận tử dùng để nghiên cứu và học hỏi.

## Hội nghị
IANDS từng sắp xếp những hội nghị về chủ đề Trải nghiệm cận tử. Những hội nghị này đều được tổ chức tại các thành phố lớn của Mỹ, gần như hàng năm. Cuộc họp đầu tiên là hội thảo y tế tại Đại học Yale, New Haven (CT) vào năm 1982. Tiếp theo là hội nghị lâm sàng đầu tiên ở Pembroke Pines (FL), và hội nghị nghiên cứu đầu tiên ở Farmington (CT) năm 1984. Mỗi hội nghị thường được xác định bằng cách định hình một chủ đề hội nghị. Năm 2004, chủ đề hội nghị lần này mang tên "Sáng tạo từ ánh sáng".
Tổ chức cũng hợp tác với các địa điểm học thuật liên quan đến việc tổ chức các hội nghị. Năm 2001, hội nghị IANDS được tổ chức tại Đại học Thái Bình Dương Seattle. Năm 2006, IANDS hợp tác với Trung tâm Ung thư M.D. Anderson Đại học Texas, trở thành cơ sở y tế đầu tiên tổ chức hội nghị IANDS hàng năm. Các bài báo từ hội nghị về sau đã được tổng hợp và xuất bản trong cuốn Sổ tay trải nghiệm cận tử: ba mươi năm điều tra
Năm 2013, hội nghị này được tổ chức tại Arlington, Virginia với chủ đề là "Mất mát, Đau buồn và Khám phá Hy vọng: Những Câu chuyện và Nghiên cứu từ Trải nghiệm Cận tử." Hội nghị năm 2014 được tổ chức tại Newport Beach (Calif. ) và thu hút sự chú ý từ tờ báo The Epoch Times chuyên đăng vài bản tin về cuộc họp lần này.